# هایلباد هایلیگن‌اشتات
شهر هایلباد هایلیگن‌اشتاتدر ایالت تورینگن در کشور آلمان واقع شده‌است.